# Protostella

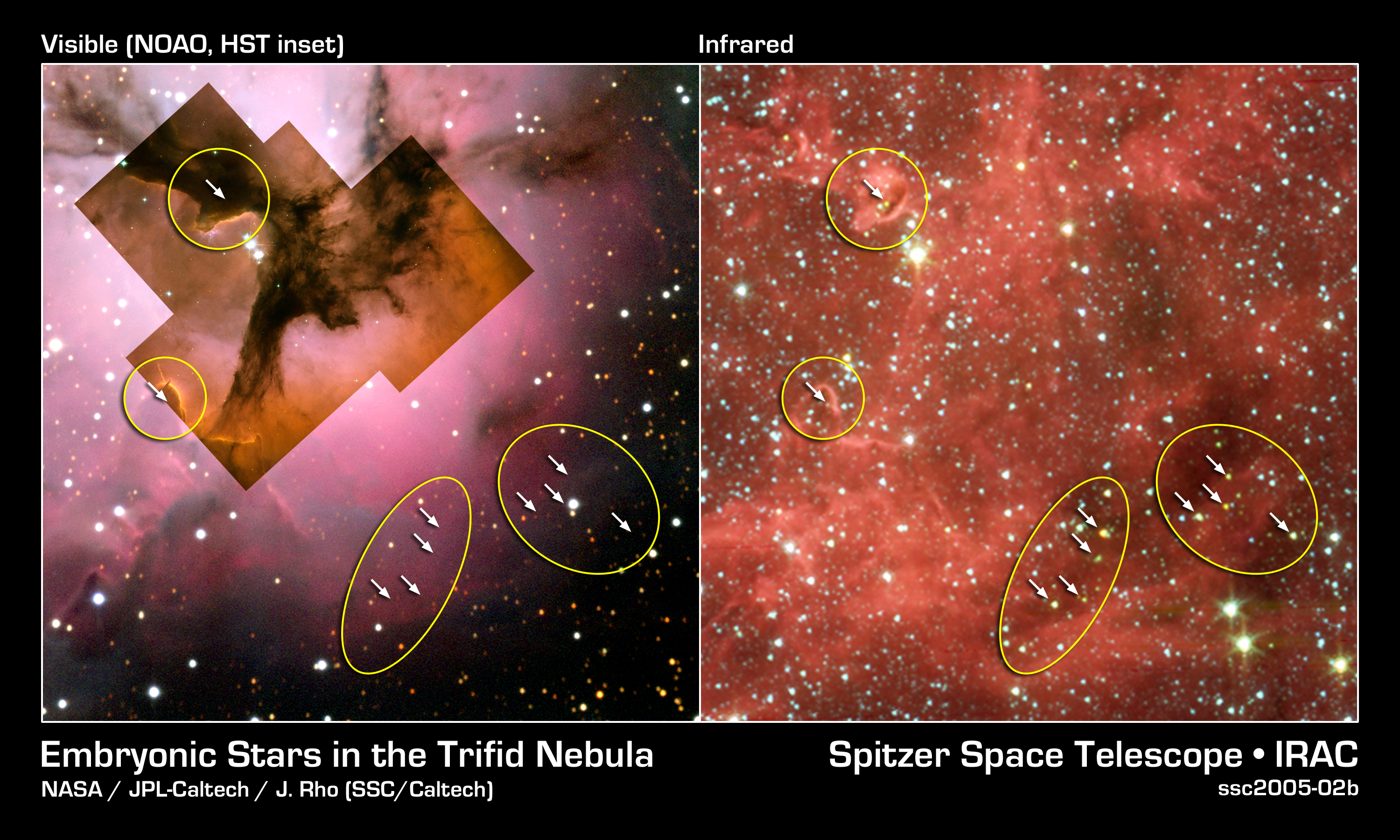
Immagine nel visibile e nell'infrarosso della Nebulosa Trifida, che mostra la presenza di numerose protostelle (segnalate dalle frecce) celate dai gas e dalle polveri della nube molecolare, che appaiono come punti luminosi nell'immagine infrarossa privi di controparte ottica.

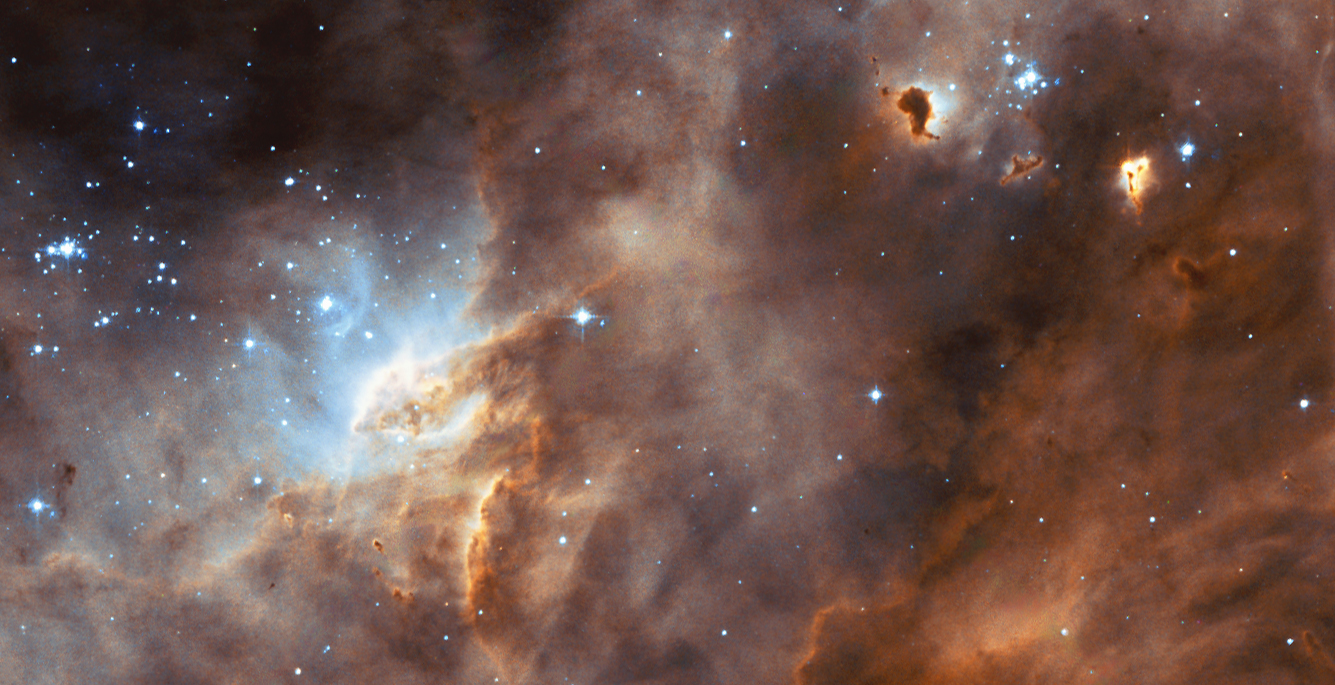
La regione di formazione stellare N11B, nella Grande Nube di Magellano.

In astronomia si definisce protostella la fase della formazione stellare compresa tra il collasso della nube molecolare e la fase di stella pre-sequenza principale.
La protostella è l'immediato prodotto del collasso gravitazionale di una densa nube del mezzo interstellare. La maggior parte di tali nubi è in uno stato di equilibrio dinamico: la forza di gravità è bilanciata dall'energia termica degli atomi e delle molecole che compongono la nube. La rottura di questo equilibrio può avvenire spontaneamente, a causa delle turbolenze interne della nube, oppure, più spesso, può essere innescato da un qualche evento esterno, come le onde d'urto provocate dall'esplosione di una vicina supernova o da una collisione tra due nubi distinte, le forze di marea galattica tra due galassie interagenti e così via. Quale che sia la fonte del disturbo, se questo è abbastanza grande può far sì che, in una regione della nube a maggiore densità, la forza di gravità sovrasti l'energia termica, dando luogo al collasso. Le protostelle di massa simile al Sole impiegano tipicamente 10 milioni di anni per evolversi da una nube in fase di contrazione ad una stella di sequenza principale, mentre le stelle di massa maggiore sono molto più veloci: una stella di 15 masse solari (M☉) raggiunge la sequenza principale in circa 100.000 anni.
Il prodotto del primo collasso è la formazione di un nucleo idrostatico, il quale deve andare incontro ad una fase di accrescimento. Questa è la fase cruciale del processo di formazione di una stella, dal momento che la quantità di materia che l'astro nascente riesce ad accumulare condizionerà irreversibilmente il suo destino successivo: infatti, se la protostella accumula una massa compresa tra 0,08 e 8–10 M☉ evolve successivamente in una stella pre-sequenza principale; se invece la massa è nettamente superiore, la protostella raggiunge immediatamente la sequenza principale. La massa determina inoltre la durata della vita di una stella: le stelle meno massicce vivono molto più a lungo delle stelle più pesanti: si va dal bilione di anni delle stelle di classe M V fino ai pochi milioni di anni delle massicce stelle di classe O V.

Se l'oggetto non riesce ad accumulare una massa di almeno 0,08 M☉ l'innesco delle reazioni di fusione dell'idrogeno è impossibilitato; questa "stella mancata", dopo una fase di stabilizzazione, diviene quella che gli astronomi definiscono una nana bruna.

## Premessa: il collasso della nube

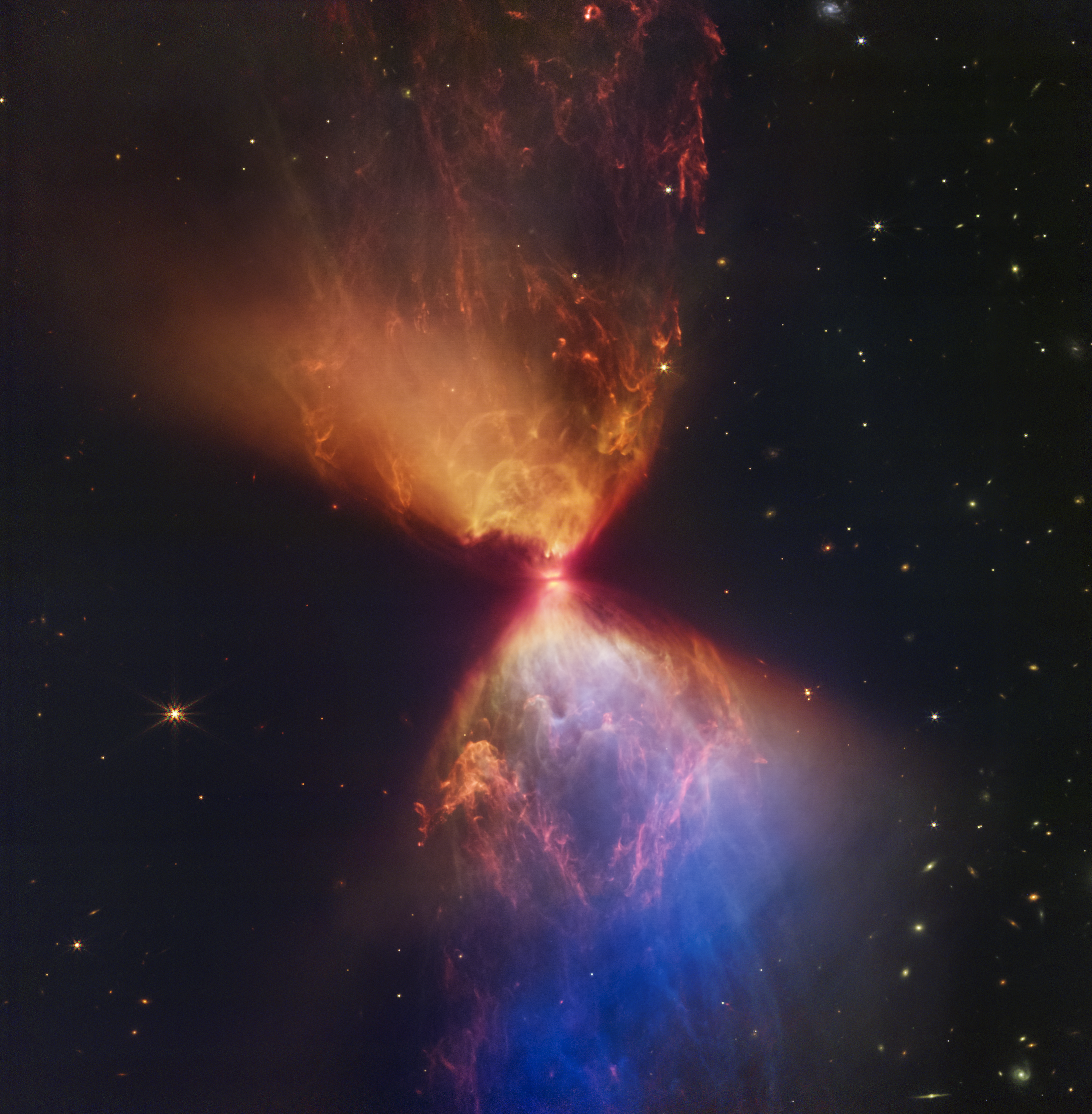
La nebulosa L1527, con al centro la protostella che si sta formando, fotografata dalla NIRCam del telescopio spaziale James Webb.

Una nube interstellare rimane in uno stato di equilibrio idrostatico finché l'energia cinetica del gas, che genera una pressione verso l'esterno, è equilibrata dall'energia potenziale della gravità interna che tenderebbe a farla collassare.
Tuttavia, se la massa della nube è tale che la pressione del gas è insufficiente a bilanciare la gravità, essa inizierà a manifestare dei fenomeni di instabilità che ne provocheranno il collasso gravitazionale. La massa limite oltre la quale la nube andrà incontro al collasso è detta massa di Jeans, direttamente proporzionale alla temperatura ed inversamente proporzionale alla densità della nube: quanto più bassa è la temperatura e quanto più alta la densità, tanto minore è la quantità di massa necessaria perché possa avvenire tale processo.
Infatti, via via che le regioni più dense, avviate al collasso, inglobano materia, localmente si raggiungono masse di Jeans meno elevate, che portano quindi a una suddivisione della nube in porzioni gerarchicamente sempre più piccole, finché i frammenti non raggiungono una massa stellare. Questi frammenti, detti nuclei densi, hanno dimensioni comprese tra 6000 e 60.000 UA, densità dell'ordine di 105–106 particelle per cm3 e contengono una quantità di materia variabile; l'intervallo di massa è assai ampio, ma le masse più piccole sono le più comuni. Questa distribuzione di massa coincide con la distribuzione delle masse stellari, tenendo tuttavia in conto che la massa di una nube è il triplo della massa della stella che da essa avrà origine, il che indica che appena un terzo della materia della nube darà origine all'astro, mentre il resto si disperderà nello spazio.
Non sempre il collasso inizia spontaneamente, a causa delle turbolenze interne del gas, oppure per via della diminuzione della pressione interna del gas a causa del raffreddamento o della dissipazione dovuta ai campi magnetici. Anzi, più spesso, come dimostra la maggioranza dei dati osservativi, è necessario l'intervento di qualche fattore che dall'esterno perturbi la nube, causando le instabilità locali e promuovendo dunque il collasso. Numerosi sono gli esempi di stelle, per lo più appartenenti ad ampie associazioni stellari, le cui caratteristiche mostrano che si sono formate quasi contemporaneamente: dal momento che un simultaneo collasso di nuclei densi indipendenti sarebbe un'incredibile coincidenza, è più ragionevole pensare che questo sia la conseguenza di una forza applicata dall'esterno che abbia agito sulla nube causando l'innesco del collasso e la formazione di un folto gruppo di stelle.

Diversi possono essere gli eventi esterni in grado di promuovere il collasso di una nube: le onde d'urto generate dallo scontro di due nubi molecolari o dall'esplosione di una supernova nelle vicinanze; le forze di marea che si instaurano a seguito dell'interazione tra due galassie, che innescano una violenta attività di formazione stellare definita starburst; gli energici super-flare di una vicina stella in formazione oppure la pressione del vento di una stella massiccia vicina o la sua intensa emissione ultravioletta.

## La protostella nel modello standard

### Il nucleo idrostatico e la formazione della protostella

Schema che mostra come il gas collassante, che andrà a formare la protostella, disperda l'energia gravitazionale accumulata (vettori centripeti in nero) mediante l'irraggiamento (frecce ondulate in rosso).

I frammenti della nube, inizialmente in equilibrio, continuano a contrarsi lentamente per alcuni milioni di anni a temperatura costante fintantoché l'energia gravitazionale viene dissipata mediante l'irraggiamento di onde radio millimetriche. A un certo punto si manifestano dei fenomeni di instabilità che provocano un improvviso collasso del frammento, che porta ad un aumento della densità al centro fino a 30 miliardi di molecole al cm3. Tale incremento porta ad un'opacizzazione della nube alla sua stessa radiazione, con conseguente aumento della temperatura (da 10 a 60-100 K) e rallentamento del collasso. Il riscaldamento dà luogo quindi a un aumento della frequenza delle onde elettromagnetiche emesse; la nube ora irradia nell'infrarosso lontano, a cui essa è trasparente. In questo modo la polvere media il secondo collasso della nube. Si crea così una configurazione in cui un nucleo centrale idrostatico attrae gravitazionalmente la materia diffusa nelle regioni esterne: è il cosiddetto First Hydrostatic Core (Primo Nucleo Idrostatico), che continua ad aumentare la sua temperatura in funzione del teorema del viriale; la caduta del materiale su questa regione opaca centrale crea delle onde d'urto che riscaldano ulteriormente il gas. Dopo questa fase di accrescimento dall'inviluppo, il nucleo inizia una fase di contrazione quasi statica.
Quando la temperatura nucleare raggiunge circa i 2000 K, l'energia termica dissocia le molecole di H2 in atomi di idrogeno, che subito dopo si ionizzano assieme agli atomi di elio. Questi processi assorbono l'energia liberata dalla contrazione, permettendole di proseguire per periodi di tempo comparabili col periodo del collasso a velocità di caduta libera. Non appena la densità del materiale in caduta raggiunge il valore di 10−8g cm−3, la materia diviene sufficientemente trasparente da permettere all'energia radiante di fuggire. La combinazione della convezione all'interno e dell'emissione di radiazioni permette all'embrione stellare di contrarre il proprio raggio. Questa fase continua finché la temperatura dei gas è sufficiente a mantenere una pressione abbastanza elevata da evitare un ulteriore collasso; si raggiunge così l'equilibrio idrostatico. Quando l'oggetto così formato cessa questa fase di accrescimento prende il nome di protostella; l'embrione stellare permane in questa fase per alcune decine di migliaia di anni.

### Fase di accrescimento
Gli oggetti HH costituiscono una peculiare classe di nebulose a emissione che si formano quando il gas espulso dai getti polari della protostella collide con l'inviluppo circostante, più denso, a velocità pari a centinaia di chilometri al secondo, eccitando gli atomi del gas che si illumina per triboluminescenza.

Si ritiene che tali fenomeni abbiano una durata relativamente breve, secondo le stime alcune decine o al massimo qualche centinaia di migliaia di anni, al termine dei quali si dissolvono nel mezzo interstellare sotto l'azione del vento delle stelle neoformate; le osservazioni condotte dal telescopio Hubble rivelano anche che questi oggetti si evolvono rapidamente nel giro di pochi anni.

Gli oggetti HH sono costituiti principalmente da idrogeno ed elio, nelle percentuali in massa rispettivamente del 75% e 25%. Meno dell'1% è costituito da elementi più pesanti e composti, quali acqua (allo stato di ghiaccio), silicati, anidride carbonica (allo stato di ghiaccio), metano e metanolo. I loro spettri mostrano inoltre un netto predominio delle emissioni di Balmer dell'idrogeno, con linee di emissione di ossigeno [O (I)], zolfo [S (II)], azoto [N (I)] e ferro [Fe (II)] cationici, in cui risaltano anche linee di O (II) e N (II) fortemente eccitati, assieme a deboli emissioni di O (III).
In seguito al collasso la protostella deve aumentare la propria massa accumulando gas; ha così inizio una fase di accrescimento che va avanti ad un ritmo di circa 10−6–10−5 M☉ all'anno. L'accrescimento del materiale verso la protostella prosegue grazie alla mediazione di un disco di accrescimento, allineato con l'equatore, che si forma nel momento in cui il moto di rotazione della materia in caduta (inizialmente uguale a quello della nube) viene amplificato a causa della conservazione del momento angolare.

La velocità di accrescimento non è costante: infatti la futura stella raggiunge in tempi rapidi quella che sarà la metà della sua massa definitiva, mentre impiega oltre dieci volte più tempo per accumulare la restante massa.
Solo una parte della materia del nucleo denso (si stima circa un terzo) andrà a precipitare sulla protostella; infatti, se tutto il momento angolare del disco venisse trasferito ad essa, la sua velocità di rotazione incrementerebbe sino a raggiungere un valore di forza centrifuga tale da provocarne lo smembramento. In questa fase si formano inoltre dei flussi molecolari che si dipartono dai poli della protostella, probabilmente per disperdere l'eccesso di momento angolare. I meccanismi all'origine della formazione di tali getti non sono ancora del tutto chiari, ma si pensa che un ruolo importante sia da attribuirsi alle linee di forza del campo magnetico stellare, la cui deflessione e ritorsione nell'attraversare il disco di accrescimento provocherebbe una sorta di elica che incanala il plasma espulso in un getto sottile. L'urto di questi getti con il gas della nube può generare delle particolari formazioni note come oggetti di Herbig-Haro (oggetti HH).
Quando nel nucleo si raggiunge una temperatura di almeno un milione di kelvin, ha inizio la fusione del deuterio, un isotopo dell'idrogeno formato da un protone e un neutrone (21H); la pressione di radiazione che ne risulta rallenta (ma non arresta) il collasso, mentre prosegue la caduta di materiale dalle regioni interne del disco di accrescimento sulla superficie della protostella. La quantità di energia che la fusione del deuterio è in grado di rilasciare per unità di massa del gas interstellare è data dalla relazione:

La struttura di una protostella:
1. Gas della nube in caduta (otticamente trasparente).
2. Fotosfera infrarossa (falsa fotosfera).
3. Guscio di polveri in caduta (otticamente opaco).
4. Fronte d'urto (sublimazione delle polveri).
5. Nucleo idrostatico protostellare.

{\displaystyle p={\frac {{\frac {D}{H}}XE_{r}}{m_{H}}}}
dove {\displaystyle {\begin{smallmatrix}{\frac {D}{H}}\end{smallmatrix}}} è il rapporto numerico tra deuterio e idrogeno, {\displaystyle X} è la frazione di massa dell'idrogeno, {\displaystyle E_{r}} (=5,49 MeV) l'energia sviluppata da una singola reazione e {\displaystyle m_{H}} è la massa dell'atomo d'idrogeno. La fusione nucleare è più efficiente durante la fase di accrescimento che non quando si è raggiunta una massa fissa, dal momento che viene accumulato in continuazione nuovo combustibile che va ad incrementare la velocità delle reazioni. La velocità delle reazioni è inoltre molto sensibile alla temperatura, sicché il deuterio agisce da termostato, mantenendo costante la temperatura centrale a un milione di K, mentre sul nucleo continua a precipitare nuova massa dall'inviluppo gassoso esterno; conseguentemente il rapporto tra la massa e il raggio durante la fase in cui il tasso di fusione è maggiore resta costante. Questo confinamento della relazione massa-raggio del nucleo stellare, combinato con le tracce evolutive della successiva fase di pre-sequenza principale, produce, nella porzione destra del diagramma Hertzsprung-Russell (H-R), una "linea di nascita" (birthline) teorica in accordo con i dati osservativi.
In questa fase, la protostella è circondata dal resto della nube, tipicamente molto densa e polverosa. La radiazione della protostella fa evaporare il gas circostante e sublima le polveri, mentre i grani di polvere adiacenti al nucleo idrostatico costituiscono una falsa fotosfera che lo mascherano, finché la luce di questo non riesce a disfarla. Alla fine di questo processo la protostella è molto grande, luminosa e fredda.
La struttura della protostella varia durante la fase di accrescimento, in relazione all'avvenuta, o meno, ignizione della fusione del deuterio: prima dell'innesco, infatti, l'oggetto è quasi completamente convettivo e il nucleo consiste di una larga regione interna inerte e una sottile zona di sedimentazione, la quale, a differenza della regione interna, è nettamente adiabatica ed è responsabile di quasi tutta la luminosità interna del nucleo; dopo l'ignizione del deuterio, causata dall'aumento in massa e dunque della temperatura interna, l'energia è trasportata per irraggiamento mentre il nucleo sviluppa due o più zone di convezione più o meno interne e l'energia nucleare contribuisce significativamente al quantitativo totale di energia emesso dalla protostella. A questo punto la protostella raggiunge la fase di stella pre-sequenza principale (stella PMS).

## Protostelle massicce

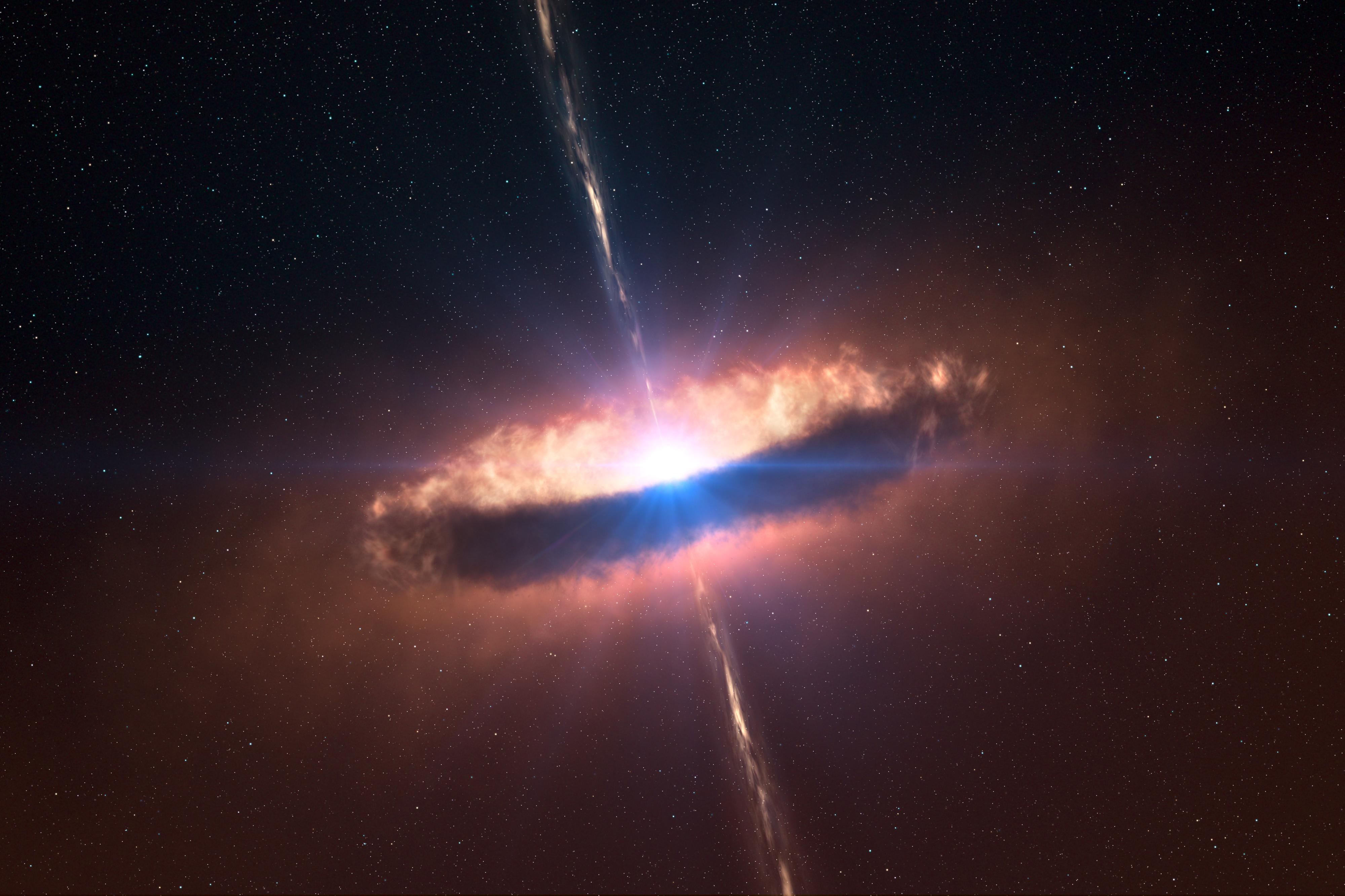
Rappresentazione grafica di un disco circumstellare attorno ad una protostella massiccia. Il disco si estende per circa 130 unità astronomiche ed ha una massa simile a quella della stella; le sue porzioni più interne sono prive di polveri, vaporizzate dall'intensa radiazione stellare.

Presa alla lettera, la teoria standard della formazione stellare sembra precludere l'esistenza delle stelle massicce (M>8 M☉), dal momento che quando entrano in gioco delle masse molto elevate l'embrione stellare raggiunge in maniera estremamente rapida le condizioni necessarie all'innesco della fusione dell'idrogeno; ne conseguirebbe l'immediato arresto della fase di accrescimento e una forte limitazione alla massa della futura stella. Pertanto, si ritiene che nel caso delle stelle massicce si debbano aggiungere altri meccanismi a quelli descritti nel modello standard, meccanismi ancor oggi in certa misura oggetto d'ipotesi, che consentano di spiegare come questi oggetti raggiungano le quantità di materia che li caratterizza.

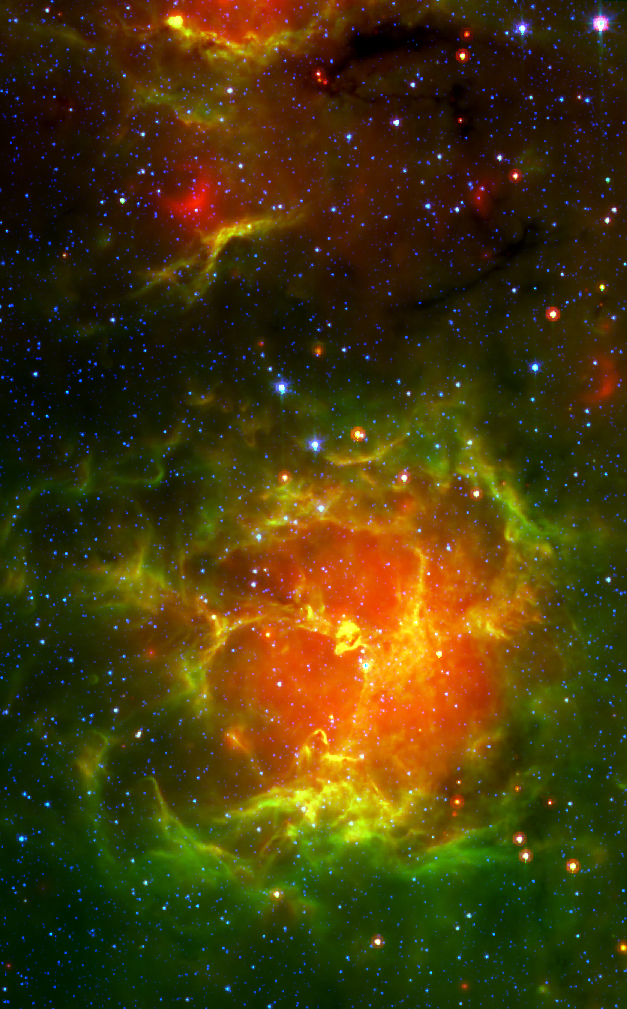
La Nebulosa Trifida vista nell'infrarosso; al suo interno sono stati individuati diversi embrioni di stelle massicce.

Numerosi modelli teorici e dati osservativi confermano che anche la formazione delle stelle massicce avviene grazie alla mediazione di un disco circumstellare e tramite la formazione di getti, che consentono, mediante la creazione di una cavità nel materiale nebuloso, una via di sfogo attraverso cui la grande radiazione di una protostella massiccia può disperdersi senza intaccare l'accrescimento. Queste stelle tuttavia, dopo la fase protostellare, non passano attraverso la fase di PMS, ma raggiungono direttamente la sequenza principale; l'intensa emissione elettromagnetica (in particolare di radiazione ultravioletta UV) che ne consegue porrebbe fine immediatamente alla fase di accrescimento, mantenendo dunque la massa della stella entro una decina di masse solari. Tuttavia, la scoperta di stelle supermassicce (anche ben oltre le 100 M☉) ha indotto gli astrofisici a formulare dei modelli che possano spiegarne la formazione. Per dare una risposta alla questione sono stati approntati dei modelli simulati al computer, basati sulla teoria dell'accrescimento competitivo, i cui risultati sono stati resi noti nel gennaio 2009. Il collasso e la rotazione di un'enorme nube molecolare porta alla formazione del disco di accrescimento, che alimenta la protostella. La grande mole del disco lo rende gravitazionalmente instabile, il che ne causa la frammentazione e la formazione in questi frammenti di altrettante protostelle secondarie, la gran parte delle quali precipita fondendosi con la protostella centrale. La simulazione ha anche dimostrato come mai gran parte delle stelle massicce siano sistemi multipli; si è visto infatti che una o più delle protostelle secondarie riesce a raggiungere, senza esser fagocitata dalla protostella primaria, una massa tale da svincolarsi dal disco della principale, formare a sua volta un proprio disco e fondersi con le protostelle secondarie che da esso traggono origine, divenendo quindi anch'essa una stella massiccia. L'osservazione di alcune regioni di formazione stellare da parte del telescopio Spitzer ha in parte confermato questo modello, anche se la verifica sarà complicata: infatti è difficile riuscire a cogliere le stelle massicce nell'atto della loro formazione, visto che si tratta comunque di una tipologia stellare piuttosto rara e visto che il processo che porta alla loro formazione si esaurisce in tempi assai brevi (su scala astronomica).